# Moara Tupinambá
Moara Tupinambá (Belém/Mairi, 01 de janeiro de 1983) é uma artista brasileira, curadora, designer, ilustradora, comunicadora e ativista dos direitos indígenas. Conhecida como uma artista e ativista que por meio da arte tem gerado debates a cerca da consciência indígena nas cidades e dos apagamentos da identidade indígena pela colonização.
É indígena do povo Tupinambá. Nasceu e vive em contexto urbano. Atualmente, vive e trabalha em Campinas, em São Paulo. É ativista pelo direito dos povos indígenas, realiza palestras, oficinas e cursos, atuando fortemente no Movimento Indígena Brasileiro. É atualmente vice-presidente da associação multiétnica Wyka Kwara.
Moara Tupinambá é um artista que apropria-se de linguagens ocidentais para descolonizá-las em sua obra, e por meio da fotomontagem tem ganhado notoriedade no sistema da arte contemporânea.
Em 2022, ganhou um Prêmio no Instituto Tomie Ohtake, na edição mulheres, um importante prêmio dado a artistas contemporâneos no Brasil.